# Nikołaj Ochłopkow (zapaśnik)
Nikołaj Pietrowicz Ochłopkow (ros. Николай Петрович Охлопков; ur. 8 listopada 1995) – rosyjski, a od 2018 roku rumuński zapaśnik walczący w stylu wolnym. Zajął trzynaste miejsce na mistrzostwach świata w 2021 i 2022 roku. 
Brązowy medalista mistrzostw Europy w 2020; piąty w 2019. Siódmy w indywidualnym Pucharze Świata w 2020. Trzeci na MŚ U-23 w 2018 roku.